# Casa Memorială „George Enescu” din Sinaia

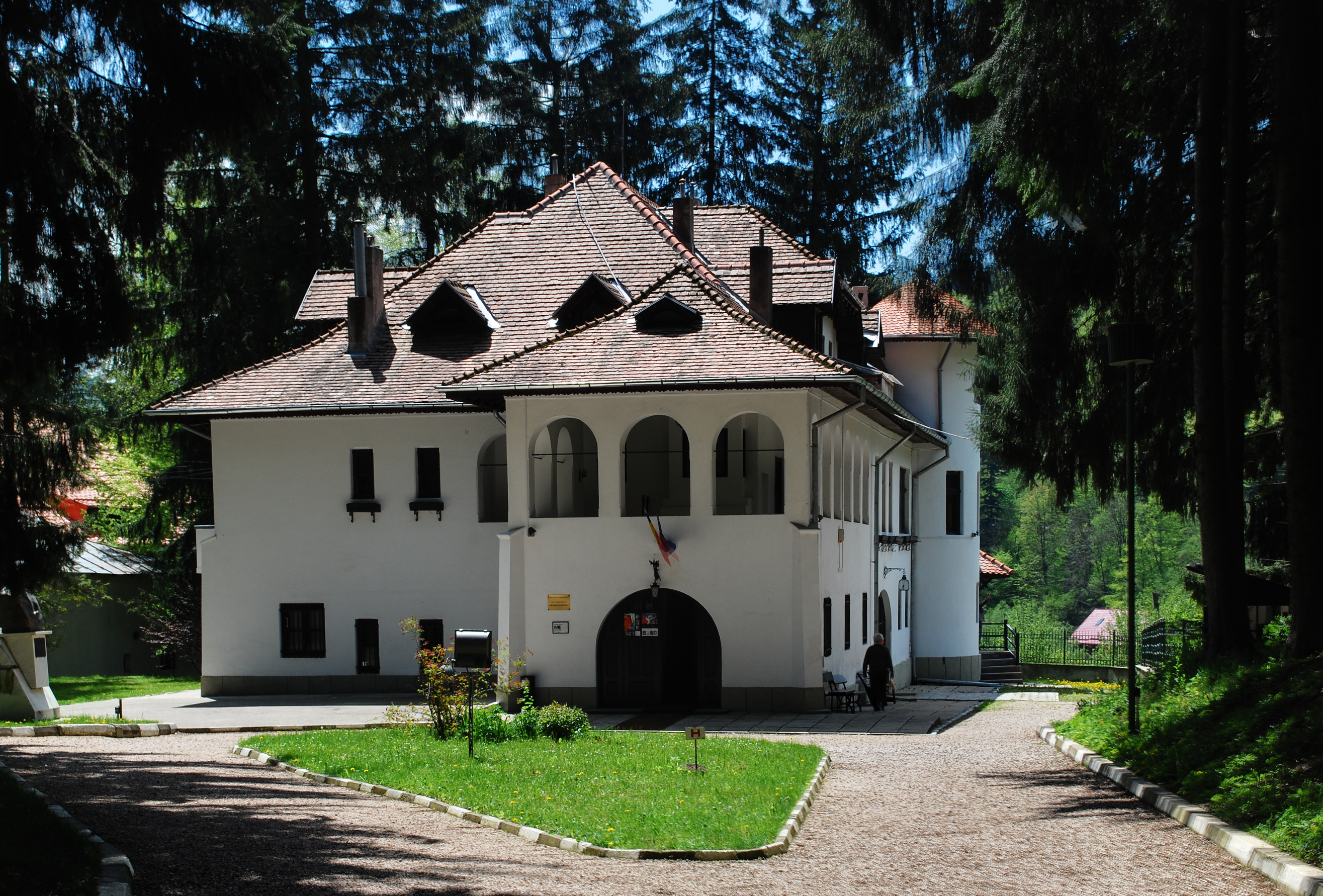
Casa Memorială „George Enescu” din Sinaia

Casa memorială „George Enescu” din Sinaia este un muzeu memorial amenajat în Vila Luminiș, în Cartierul Cumpătu din Sinaia. Vila este realizată în stil neo-românesc în perioada 1923-1926, după planurile arhitectului Radu Dudescu. Aici a locuit și a compus celebrul compozitor român George Enescu începând din anul 1926 și până înainte de a emigra la Paris (1946). Printr-un act de donație, acesta cedează vila statului român, pentru a servi drept casă de odihnă oamenilor de cultură și artă.
Casa Memorială adăpostită în această vilă este deschisă în septembrie 1995, în urma demersurilor unui alt mare maestru al viorii, Yehudi Menuhin, strălucit elev al lui George Enescu. Ea fusese renovată și consolidată în perioada de după 1990, în baza unui proiect susținut financiar de Ministerul Culturii și de Centrul European de Cultură din Sinaia. Începând din anul 2007 ea devine secție a Muzeului Național „George Enescu” din București.
Un bust de marmură al amfitrionului, realizat de sculptorul Ion Irimescu, domină intrarea în vilă.
Vila este înscrisă pe Lista monumentelor istorice din județul Prahova, poziția 789, la adresa Aleea Menuhin Yehudi nr.2, Sinaia, având cod LMI PH-II-m-A-16695